# Hans Mierendorff
Hans Mierendorff, de son vrai nom Johannes Reinhold Mierendorf, né le 30 juin 1882 à Rostock (Allemagne) et mort le 26 décembre 1955 à Eutin (Allemagne), était un acteur allemand.

## Biographie
Il interprète à plusieurs reprises le détective Harry Higgs (de) dans des films allemands des années 1910.

## Filmographie partielle
- 1917 : Hilde Warren et la Mort (Hilde Warren und der Tod) de Joe May : Intendant Hans von Wengraf
- 1917 : Nuit d'horreur d'Arthur Robison et Richard Oswald
- 1920 : Whitechapel d'Ewald André Dupont : Fred Hopkins
- 1925 : Die Motorbraut de Richard Eichberg
- 1926 : La Bonne Réputation de Pierre Marodon
- 1926 : Sibérie, terre de douleur de Mario Bonnard et Guido Parish
- 1927 : Bigamie de Jaap Speyer : Manager
- 1929 : Die Abenteurer G.m.b.H. de Fred Sauer : Marglin, Chef des Geheimdienstes
- 1935 : Le Haut Commandement (Der höhere Befehl) de Gerhard Lamprecht
- 1938 : Napoleon ist an allem schuld de Curt Goetz : Revue-Dichter
- 1940 : Le Renard de Glenarvon de Max W. Kimmich : Père O'Morrow
- 1941 : Carl Peters d'Herbert Selpin : Consul Oswald, à Zanzibar
- 1942 : Rembrandt d'Hans Steinhoff
- 1942 : L'Implacable Destin (Der große Schatten) de Paul Verhoeven